# Herb Obrzycka
Herb Obrzycka – jeden z symboli miasta Obrzycko w postaci herbu.

## Wygląd i symbolika
Herb przedstawia na czerwonej tarczy herbowej umieszczone są trzy trąby ze złotymi przepaskami i sznurami. Między nimi umieszczony jest złoty róg jelenia.
Trąby w herbie były symbolami rodu Radziwiłów, do którego dawniej miasto należało.

## Historia
Herb został nadany miastu w 1638 przez księcia Krzysztofa Radziwiłła, który uzyskał nowy przywilej dla miasta od króla Władysława IV.